# Waveplane
WavePlane også kendt som BølgeHøvlen er opfundet af Erik Skaarup tilbage i 1989. WavePlane er en bølgemaskine af ind- og overskylnings typen. Den er pt. den eneste af sin art i verden. 
WavePlane udvinder energi ved at lade bølger skylle ind og op ad maskinen. Bølgen rammer først maskinens deltaformede spids i fronten. Under overfladen er der en kunstig strandbred, der er med til, at løfte den underste del af bølgen op og ind i de vandret liggende lameltragte, der er over overfladen. Jo højere op en ny tragt er, jo længere tilbage og væk fra bølgeretningen. Da tragtene snævrer ind før de løber ind i de vandret liggende svinghjulsrør (et højre og venstre rørt) under havoverfladen, vil vandhastigheden stige. Inde i det vandret liggende svinghjulsrør (hvirvelrør) løber vandet nu i spiralrotation mod udløbet, hvor der er monteret en turbine/generator, der omformer denne kraft til elektricitet. WavePlane er altså en pumpe uden bevægelige dele før en turbine. WavePlane er en af de få bølgemaskiner, der omformer den pulserende slagkraft i bølgerne (ca. 10 i minuttet) til en jævn roterende vandkraft kun ved hjælp af formen og uden bevægelige dele før de rammer turbine bladene. 